# Buenavista (Galera)
Buenavista (o Buenavista-Riego Nuevo) es una localidad y pedanía española perteneciente al municipio de Galera, en la provincia de Granada, comunidad autónoma de Andalucía. Está situada en la parte centro-sur de la comarca de Huéscar. Cerca de esta localidad se encuentran los núcleos de Galera capital, La Alquería, Huéscar, Barrio Nuevo, Barrio Nuevo de San Clemente y Orce.
La pedanía está compuesta por seis diseminados: Buenavista, Riego Nuevo, El Almacín, El Canónigo, Chapesca y El Sobrante.

## Demografía
Según el Instituto Nacional de Estadística de España, en el año 2022 Buenavista contaba con 21 habitantes censados, lo que representa el 1,88% de la población total del municipio.

### Evolución de la población
| Gráfica de evolución demográfica de Buenavista entre 2012 y 2022 |
|                                                                  |
| Datos según el nomenclátor publicado por el INE.                 |

## Comunicaciones

### Carreteras
La principal vía de comunicación que transcurre junto a esta localidad es:
| Identificador | Denominación                   | Itinerario           |
| ------------- | ------------------------------ | -------------------- |
| A-330         | Carretera de Cúllar a Caravaca | Cúllar - L.P. Murcia |

Algunas distancias entre Buenavista y otras ciudades:
| Ciudades | Distancia (km) |
| -------- | -------------- |
| Galera   | 3              |
| Huéscar  | 9              |
| Granada  | 139            |
| Murcia   | 160            |
| Almería  | 193            |
| Jaén     | 196            |